# Illuka (gemeente)
Illuka (Estisch: Illuka vald) was tot in 2017 een gemeente in de Estische provincie Ida-Virumaa. De gemeente telde 1017 inwoners (1 januari 2017) en had een oppervlakte van 538,1 km². Sinds oktober 2017 maakt de gemeente deel uit van de gemeente Alutaguse.

## Geografie

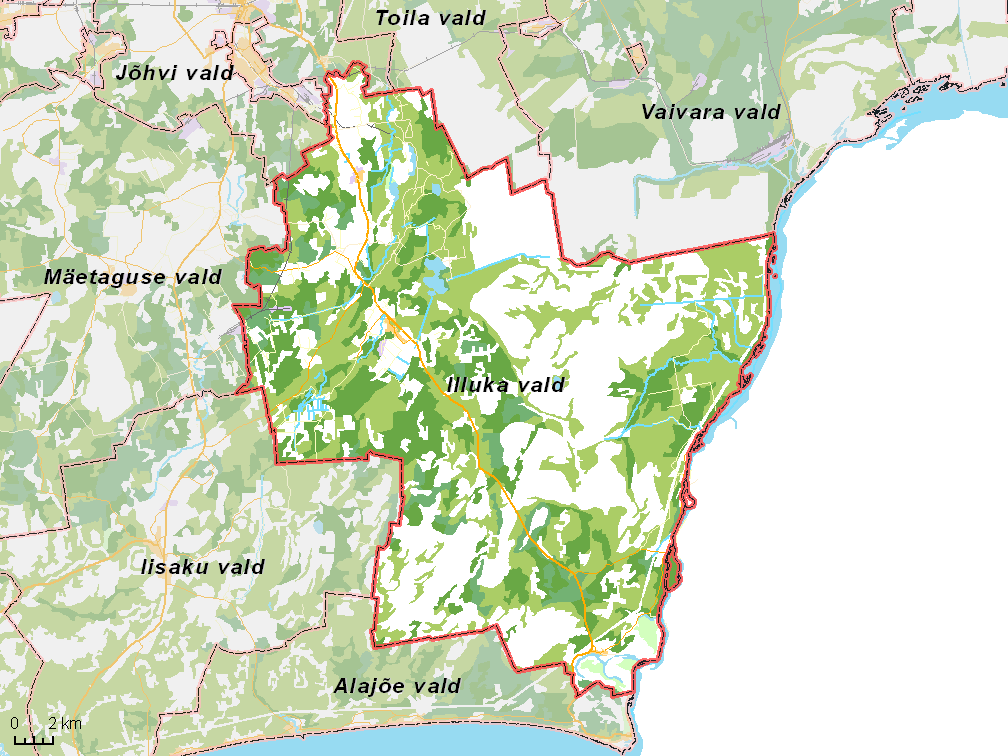
De gemeente met omliggende gemeenten, situatie begin 2017

Naast de hoofdplaats Illuka behoorden tot de gemeente ook de plaatsen Agusalu, Edivere, Jaama, Kaatermu, Kaidma, Kamarna, Karoli, Kivinõmme, Konsu, Kuningaküla, Kuremäe, Kurtna, Ohakvere, Ongassaare, Permisküla, Puhatu, Rausvere en Vasavere, alle met de status van dorp (Estisch: küla).
In Kuremäe ligt het Kuremäeklooster, een Russisch-orthodox nonnenklooster.
In 2017 werd Illuka samengevoegd met de gemeenten Alajõe, Iisaku, Mäetaguse en Tudulinna tot een nieuwe gemeente Alutaguse.